# Leungane
Leungane ou Leungana est une montagne de Biscaye, au Pays basque (Espagne), qui appartient au massif d'Aramotz et qui constitue son point culminant avec 1 008 m d'altitude.

## Géographie

### Topographie
Près du Mugarra et plus haut que celui-ci, se trouve le point culminant du massif d'Aramotz. Il fait partie de l'ensemble karstique qui compose cet espace naturel intégré dans le parc naturel d'Urkiola.
Il est entouré de pics d'une altitude semblable qui ont un accès facile depuis les champs de Mugarrekolanda qui se situent entre le Mugarra et le Leungane. Au nord-est se trouve l'Artatxagan (996 mètres), à l'est l'Artaungan (905 mètres) et au sud le col d'Iñungane qui le sépare de la sierra d'Eskuagatx et son sommet, l'Arrietabaso.

### Géologie
Comme le reste des montagnes qui forment la sierra d'Aramotz, le Leungane est composé de calcaires récifaux de couleur gris clair, très durs et compacts. Ils possèdent une grande quantité de fossiles de coraux coloniaux massifs et de coquillages de Heterodontas (grand mollusque en forme de coupe) et d'Ostreidaes.

## Ascensions
Depuis Mañaria
À Mañaria (181 m), un bon chemin monte au col de Mugarrikolanda (760 m) au-dessus des collines d'Aldebaraieta sur lesquelles se trouvent quelques fermes dispersées. Depuis ce col un chemin permet d'atteindre sans difficulté le sommet par le flanc Ouest. Depuis le chemin à Mugarrikolanda il est possible d'accéder, facilement au sommet qui demeure à gauche.
Depuis Oba ou depuis San Lorenzo - Baltzola
Depuis le versant d'Arratia partir d'Oba ou de l'ermitage de San Lorenzo de Baltzola qui se situe à 430 mètres d'altitude. Depuis ce point atteindre le col d'Iñungane, qui sépare la vallée d'Oba de celle de Mañaria et les massifs d'Eskuagatx et d'Aramotz. Une fois passé le col bifurquer à gauche pour monter au sommet du Leungane.
Temps d'accès :
- Mañaria (2 h) ;
- Oba (1 h 30 min) ;
- San Lorenzo - Baltzola (1 h 30 min).